# Soldaat met bloemenmeisje

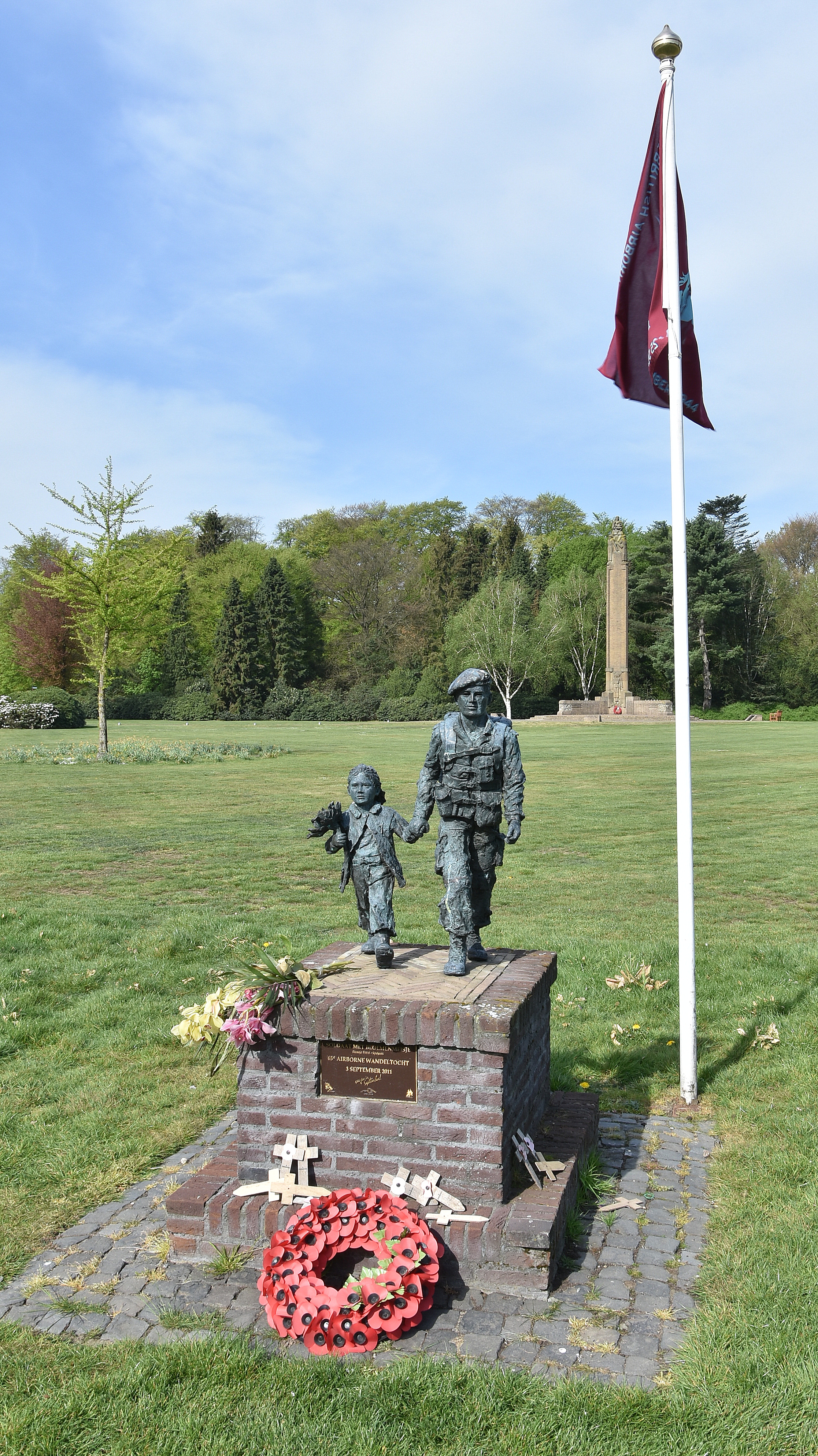
Soldaat met bloemenmeisje

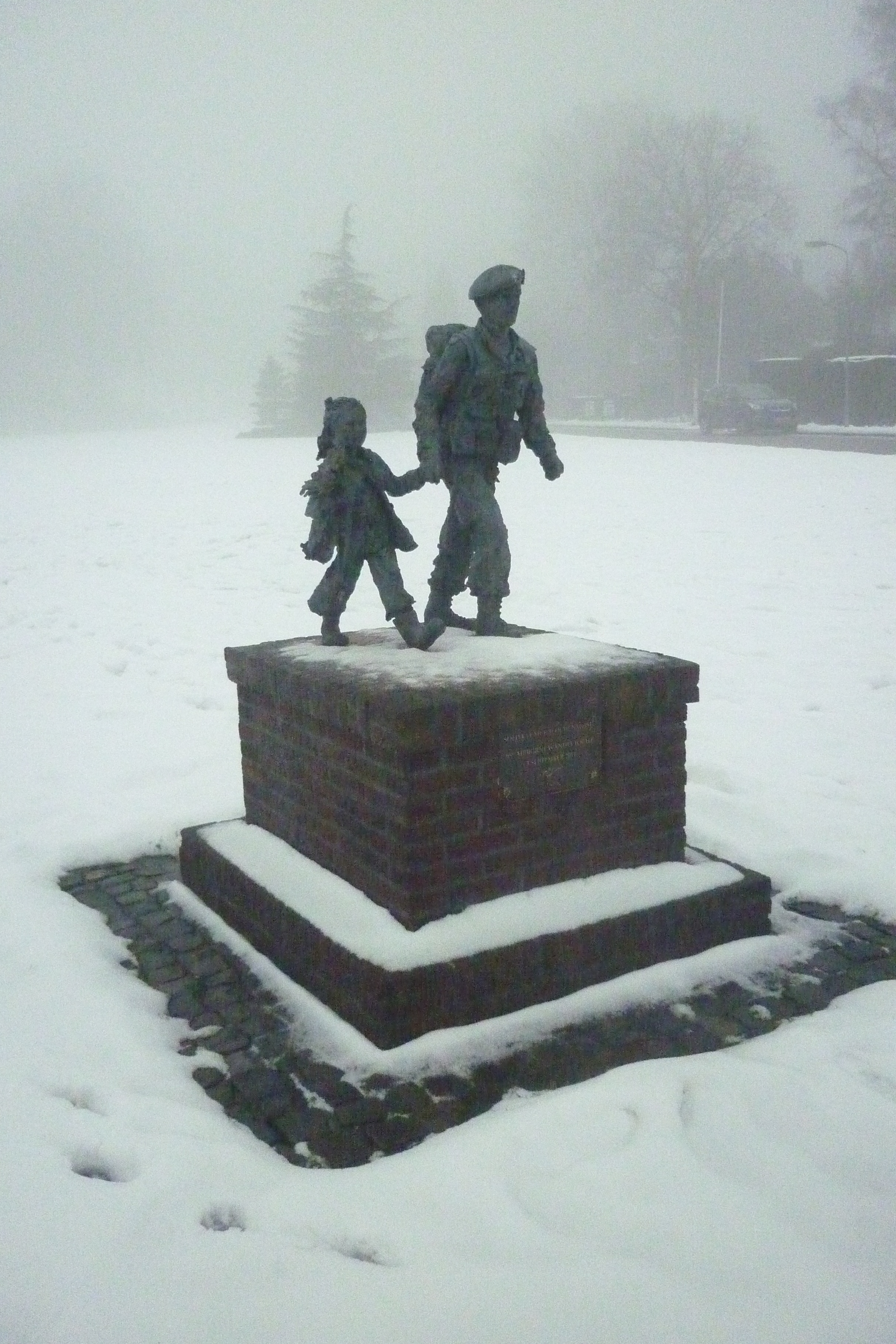
Soldaat met bloemenmeisje

Soldaat met bloemenmeisje is een oorlogsmonument op de hoek van de Hartensteinlaan en de Utrechtseweg in de Nederlandse plaats Oosterbeek, in de directe nabijheid van het Airborne-monument.
Het monument werd op 3 september 2011 onthuld door de toen 88-jarige Britse Arnhem-veteraan Johnny Peters, voorzitter van de Arnhem Veterans Club die ieder jaar voor de herdenking bijeenkomt. Na de onthulling begon de 65ste Airborne Wandeltocht, waaraan 34.000 wandelaars deelnamen. Het monument werd door de organisatie van de Wandeltocht aangeboden.
Het monument werd gemaakt door kunstenares Fransje Povel-Speleers en bestaat uit een sokkel waarop een bronzen soldaat hand in hand loopt met een klein meisje dat een zonnebloem in haar andere hand heeft. De soldaat staat symbool voor de Slag om Arnhem, het meisje voor de bevrijding en vrede.
Ook verwijst ze naar de 'bloemenkinderen' die sinds 1945 tijdens de herdenking op de Airborne begraafplaats in Oosterbeek bloemen leggen op de graven van de gesneuvelden.